# Бай Хуа
Бай Хуа (кит. трад. 白桦, упр. 白樺, пиньинь Bái Huà, 20 ноября 1930, Синьян — 15 января 2019, Шанхай) — китайский писатель, драматург и поэт. Всенародную известность он получил благодаря своим пьесам, основанным на бескомпромиссной исторической критике.

## Ранние годы
Бай родился под именем Чэнь Юхуа (кит. 陈佑华) в 1930 году в Синьяне, Хэнань. Его мать была неграмотной, но умела петь народные песни, что стало интересом сына на всю жизнь. Его отец, антияпонский активист, был казнён японцами — похоронен заживо в 1938 году. У Бая был брат-близнец Е Нань (1930–2003), который в 1980-х годах стал успешным сценаристом фильмов.

## Карьера
Бай начал публиковать стихи в пятнадцать лет. В 1946 году он принял имя Бай Хуа («Белая берёза»), взяв его из русского стихотворения. Многие из его стихов были опубликованы в газете Southern Henan Daily. Впоследствии он вступил в Народно-освободительную армию в 1947 году и в Коммунистическую партию Китая в 1949 году. Он работал в партии писателем, специализирующимся на этнических меньшинствах Китая, и посещал районы, где они жили. С 1952 года он работал в Народно-освободительной армии в качестве руководителя творческой группы писателей, базирующейся в Куньмине, и работал секретарём маршала Хэ Луна.
В середине 1950-х годов его поддержка опального искусствоведа Ху Фэна привела к тому, что он находился под следствием и был задержан на восемь месяцев, в течение которых он пытался покончить жизнь самоубийством. Обвинения с него были сняты в 1956 году.
В 1957 году его назвали «правым», а в 1958 году исключили из армии и партии. Ему пришлось работать на фабрике, прежде чем его наняли сценаристом на киностудию «Haiyian Film Studios» в Шанхае, и он вернулся в армию в 1964 году. Он подвергся дальнейшей маргинализации во время Культурной революции. После 1976 года он смог публиковать драмы и романы, в которых умеренно критиковалась Культурная революция.
В конце 1970-х — начале 1980-х годов он продюсировал несколько значительных драм и фильмов. С 1985 до середины 1990-х годов он был членом Шанхайской ассоциации писателей. Он был первым интеллектуалом, которого снова назвали «правым» после Культурной революции. Его последние стихи после долгого молчания были опубликованы в 2009 году.

## «Безответная любовь»
Некоторые из его пьес были запрещены, поскольку они касались политических чисток и убийств в Красной Армии, произошедших в 1930-е годы, и предлагали критический взгляд на традиционные патриотические ценности. Среди них наиболее известным стал сценарий фильма «Безответная любовь» (1979), легший в основу фильма режиссёра Пэн Нина «Солнце и люди» (苦戀, 1980), который так и не был показан публике. В 1982 году по сценарию был снят тайваньский фильм «Портрет фанатика». В своём сценарии Бай изобразил китайского художника-эмигранта, который вернулся в Китай, чтобы посвятить свою жизнь родине, но в итоге подвергся политическим преследованиям и смерти. Дочь художника задала в фильме отцу весьма щекотливый вопрос: «Ты любишь свою Родину, а любит ли Родина тебя?»
Верховный лидер Дэн Сяопин был раздражён фильмом Пэн Нина и лично организовал старую гвардию для начала политической кампании против Бая в национальных СМИ за нарушение им политических догм Дэна (в частности, руководящей роли партии). Критика грозила перерасти в очередную волну политического преследования, пока за Бая не вступился генеральный секретарь партии Ху Яобан. Значение этого эпизода в том, что он фактически расколол партию на два лагеря. Позже Баю разрешили посетить Японию и Юго-Восточную Азию  и произнести публичные речи, но его работы обычно запрещались. Его поздняя эпическая поэма «От Цю Цзинь до Линь Чжао» так и не была опубликована.

## Личная жизнь
Бай женился на китайской актрисе Ван Бэй и жил на пенсии со своей женой в Шанхае.
Бай умер 15 января 2019 года. 